# آسوفرال
آسوفرال (به اسپانیایی: Azufra) که با نام آسوفرال دِ توکوئرس (به اسپانیایی: Azufral de Túquerres) نیز شناخته می‌شود آتشفشانی چینه‌ای به ارتفاع ۴۰۷۰ متر واقع در جنوب کلمبیا در آمریکای جنوبی است. این کوه همچنین بخشی از حفاظتگاه طبیعی آسوفرال را تشکیل می‌دهد.

## مشخصات
آسوفرال در جنوب غربی آتشفشان گالراس در جنوب کلمبیا قرار دارد. کاسه‌ای آتشفشانی با طول و عرض ۳ در ۲.۵ کیلومتر در بالای آتشفشان واقع است و در درون آن مجموعه‌ای از چندین گنبد گدازهٔ ریوداسیتی مربوط به دورهٔ هولوسن که تشکیل آخرینشان به ۳۶۰۰ سال پیش باز می‌گردد قرار گرفته است. همچنین دودخان‌هایی فعال در این قسمت واقعند.
دریاچه‌ای هلالی‌شکل به نام لاگونا وِرده در شمال غربی کاسهٔ آتشفشان قرار دارد که طولش به ۱۱۰۰ متر و عرضش به ۶۰۰ متر می‌رسد. این دریاچه اسیدی بوده و پ‌هاشی برابر با ۲.۴ دارد. همچنین چشمه‌های آب گرمی در کرانهٔ شمال شرقی این دریاچه آتشفشانی یافت می‌شود که بنا بر اندازه‌گیری انجام شده در سال ۱۹۹۰ دمایی برابر با ۵۴ درجهٔ سانتی‌گرداد و پ‌هاشی برابر با ۲.۶ داشته‌اند.

## تاریخچه آتشفشانی
آخرین فوران آتشفشان آسوفرال تقریباً در ۱۰۰۰ سال پیش روی داده است. با وجود این وقوع بیش از ۶۰ زمین‌لرزه در زیر آتشفشان در فاصلهٔ ۲۶ آوریل تا ۷ مهٔ ۱۹۷۱ توسط اهالی دهکدهٔ سانتاندر احساس شد و حتی برخی از آنها توسط دستگاه‌های لرزه‌نگار ایستگاه زلزله‌شناسی پاستو به ثبت رسید.